# Numero di Womersley
Il numero di Womersley è un numero adimensionale utilizzato nella biomeccanica dei fluidi. È utilizzato per lo studio della frequenza dei flussi pulsanti.
È chiamato così in onore del matematico britannico John R. Womersley (1907–1958) per il suo lavoro sul flusso sanguigno nelle arterie. Il numero di Womersley

## Applicazioni
Il numero di Womersley è utilizzato nel mantenimento della similitudine dinamica quando si esegue un esperimento in scala. Un esempio di questo è la riduzione in scala del sistema vascolare per gli studi sperimentali.
È utilizzato inoltre nella determinazione dello spessore dello strato limite per verificare che gli effetti all'ingresso di un condotto possono essere ignorati.

## Definizione matematica
Il numero di Womersley, solitamente indicato con {\displaystyle \alpha }, è definito dalla relazione
{\displaystyle \alpha ^{2}={\frac {\text{forza inerziale transitoria}}{\text{forza viscosa}}}={\frac {\rho \omega U}{\mu UR^{-2}}}={\frac {\omega R^{2}}{\mu \rho ^{-1}}}={\frac {\omega R^{2}}{\nu }}\,,}
dove:
- {\displaystyle R} è una scala di lunghezza appropriata (ad esempio il raggio di un tubo);
- {\displaystyle \omega } è la frequenza angolare delle oscillazioni;
- {\displaystyle \nu } è la viscosità cinematica del fluido;
- {\displaystyle \rho } è la densità del fluido;
- {\displaystyle \mu } è la viscosità dinamica del fluido.

Il numero di Womersley è scritto normalmente nella forma depotenziata:
{\displaystyle \alpha =R\left({\frac {\omega }{\nu }}\right)^{\frac {1}{2}}\ =R\left({\frac {\omega \rho }{\mu }}\right)^{\frac {1}{2}}\,.}

## Correlazione con altri numeri dimensionali
Può essere scritto anche in termini del numeri adimensionali di Reynolds (Re) e di Strouhal (St):
{\displaystyle \alpha =\left(2\pi \cdot Re\cdot St\right)^{1/2}\,.}

## Interpretazione fisica
Il numero di Womersley emerge nella soluzione delle equazioni linearizzate di Navier-Stokes per il flusso oscillatorio (che si presume essere laminare e incomprimbile) in un tubo. Esso esprime il rapporto tra la forza d'inerzia transitoria o oscillatoria e la forza di taglio. Quando {\displaystyle \alpha } è piccolo (1 o meno), significa che la frequenza delle pulsazioni è sufficientemente bassa, quindi durante ogni ciclo si sviluppa un profilo di velocità parabolico, e il flusso sarà quasi in fase con il gradiente di pressione e sarà ben approssimato dalla legge di Poiseuille, usando il gradiente di pressione istantaneo. Quando {\displaystyle \alpha } è grande (10 o più), significa che la frequenza delle pulsazioni è sufficientemente grande affinché il profilo di velocità sia relativamente piatto o simile a un tappo, e il flusso medio riduca il gradiente di pressione di cica 90 gradi. Insieme al numero di Reynolds, il numero di Womersley governa la similutidine dinamica.
Lo spessore dello strato limite {\displaystyle \delta } associato all'accelerazione transitoria è legato al numero di Womersley. Esso è uguale all'inverso del numero di Womersley. Il numero di Womersley è uguale anche alla radice quadrata del numero di Stokes.
{\displaystyle \delta =\left(L/\alpha \right)=\left({\frac {L}{\sqrt {St}}}\right),}
dove L è una lunghezza caratteristica.

## Applicazioni

### Biomeccanica dei fluidi
In una rete di distribuzione di flussi che avanza da un tubo grande a molti tubi piccoli (ad esempio una rete di vasi sanguigni), la frequenza, la densità e la viscosità dinamica sono (solitamente) le stesse in tutta la rete, ma i raggi dei tubi cambiano. Perciò il numero di Womersley è grande nei grandi vasi e piccolo nei piccoli vasi. Via via che il diametro dei vasi decresce con ogni suddivisione il numero di Womersley diventa presto alquanto piccolo. I numeri di Womersley tendono a 1 al livello delle arterie terminali. Nelle arteriole, nei capillari e nelle venule i numeri di Womersley sono minori di uno. In queste regioni la forza d'inerzia diventa meno importante e il flusso è determinato dall'equilibrio tra le tensioni viscose e il gradiente di pressione. Questa situazione si chiama microcircolazione.
Alcuni valori tipici del numero di Womersley nel sistema cardiovascolare di un cane ad un battito cardiaco di 2 Hz sono:
- Aorta Ascendente—13.2
- Aorta Discendente—11.5
- Aorta Addominale—8
- Arteria Femorale—3.5
- Arteria Carotidea—4.4
- Arteriole --.04
- Capillari—0.005
- Venule—0.035
- Vena Cava Inferiore—8.8
- Arteria Polmonare Principale—15[5]

Si è sostenuto che le leggi universali di adeguamento delle scale ai fenomeni biologici (relazioni con valore di leggi che descrivono la variazione di quantità come tasso metabolico, durata della vita, lunghezza, ecc., al variare della massa corporea) sono una conseguenza della necessità di minimizzazione dell'energia, della natura frattale delle reti vascolari e dell'incrocio del flusso tra numeri alti e numeri bassi di Womersley via via che si avanza da grandi a piccoli vasi.